# Geoemydinae
Geoemydinae — підродина черепах, описана в 1868 році Вільямом Теобальдом (англ. William Theobald). До підродини входить 60 підвидів та 76 таксонів.

## Поширення
Види цієї підродини зустрічаються на всіх континентах.

## Роди
- Batagur (Gray, 1856)
- Cuora (Gray, 1856)
- Cyclemys (Bell, 1834)
- Geoclemys (Gray, 1856)
- Geoemyda (Gray, 1834)
- Hardella (Gray, 1870)
- Heosemys (Stejneger, 1902)
- Leucocephalon (McCord, Iverson, Spinks & Shaffer, 2000)
- Malayemys (Lindholm, 1931)
- Mauremys (Gray, 1869)
- Melanochelys (Gray, 1869)
- Morenia (Gray, 1870)
- Notochelys (Gray, 1863)
- Orlitia (Gray, 1873)
- Pangshura (Gray, 1856)
- Sacalia (Gray, 1870)
- Siebenrockiella (Lindholm, 1929)
- Vijayachelys (Praschag, Schmidt, Fritzsch, Müller, Gemel & Fritz, 2006)